# Деян Трайковський
Деян Трайковський (словен. Dejan Trajkovski; нар. 14 квітня 1992, Марибор) — словенський футболіст, захисник клубу «Джюгас».

## Клубна кар'єра
У дорослому футболі дебютував 2011 року виступами за команду «Марибор», в якій провів чотири сезони, ставши з командою триразовим чемпіоном Словенії, дворазовим володарем Кубка Словенії, а також тририразовим володарем Суперкубка Словенії. 
Проте основним гравцем команди Деян так і не став і на початку 2015 року перейшов у «Домжале». Відтоді встиг відіграти за команду з Домжале 28 матчів в національному чемпіонаті.

## Виступи за збірну
Протягом 2011–2014 років залучався до складу молодіжної збірної Словенії. На молодіжному рівні зіграв у 17 офіційних матчах.

## Титули і досягнення
- Чемпіон Словенії (4):

«Марибор»: 2010-11, 2011-12, 2012-13, 2013-14
- Володар Кубка Словенії (2):

«Марибор»: 2011-12, 2012-13
- Володар Суперкубка Словенії (3):

«Марибор»: 2012, 2013, 2014
- Чемпіон Боснії і Герцеговини (1):

«Зриньські»: 2021-22